# Mintonia nubilis
Mintonia nubilis är en spindelart som beskrevs av Fred R. Wanless 1984. Mintonia nubilis ingår i släktet Mintonia och familjen hoppspindlar. Inga underarter finns listade i Catalogue of Life.